# Air Armenia
Air Armenia est une compagnie aérienne arménienne de cargo, de vols privés et de vols réguliers.

## Histoire
La compagnie Air Armenia est créée en 2003. Son premier vol a lieu le 18 mars 2003. Deux autres compagnies arméniennes (Armavia et Armenian International Airways) ont été créées respectivement en 1996 et 2002. Étant donné que les trois compagnies concurrençaient la première compagnie arménienne créée peu après la fin de l'URSS (Armenian Airlines), cette dernière a dû se déclarer en faillite en 2004. De même, après l'incendie de son unique appareil, Armenian International Airways a également dû se déclarer en faillite en 2005. L'Arménie n'avait donc plus que deux compagnies aériennes (au lieu de quatre) Armavia et Air Armenia. Après la faillite d'Armavia en 2013 et la libéralisation de la politique du transport aérien de passagers en Arménie la même année, la seule compagnie aérienne arménienne restante est donc Air Armenia. Air Armenia propose désormais des vols réguliers vers la Russie depuis novembre 2013 et prévoit par la suite d'autres destinations en Europe notamment en France depuis mai 2014.

## Flotte

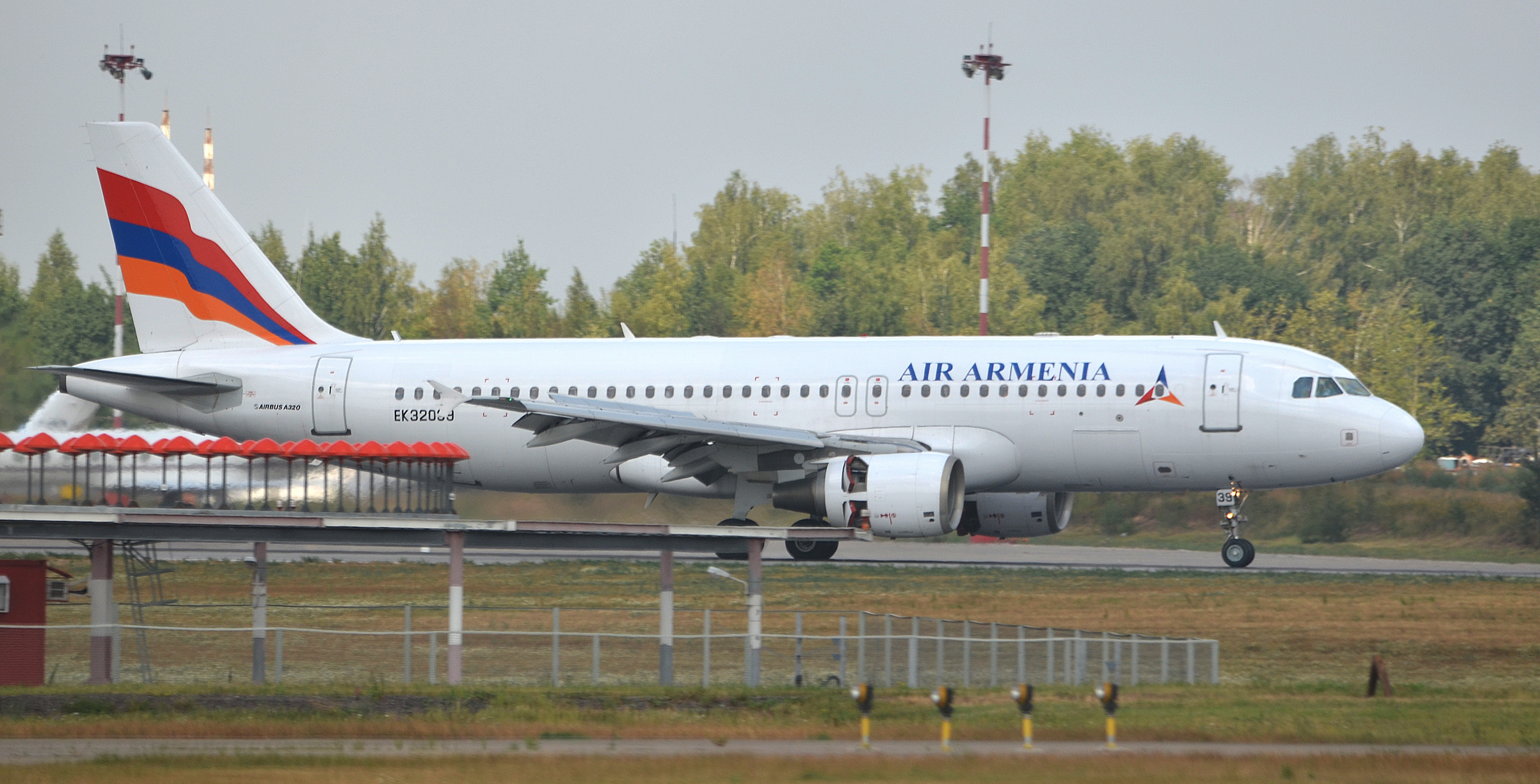
Airbus A320 d'Air Armenia

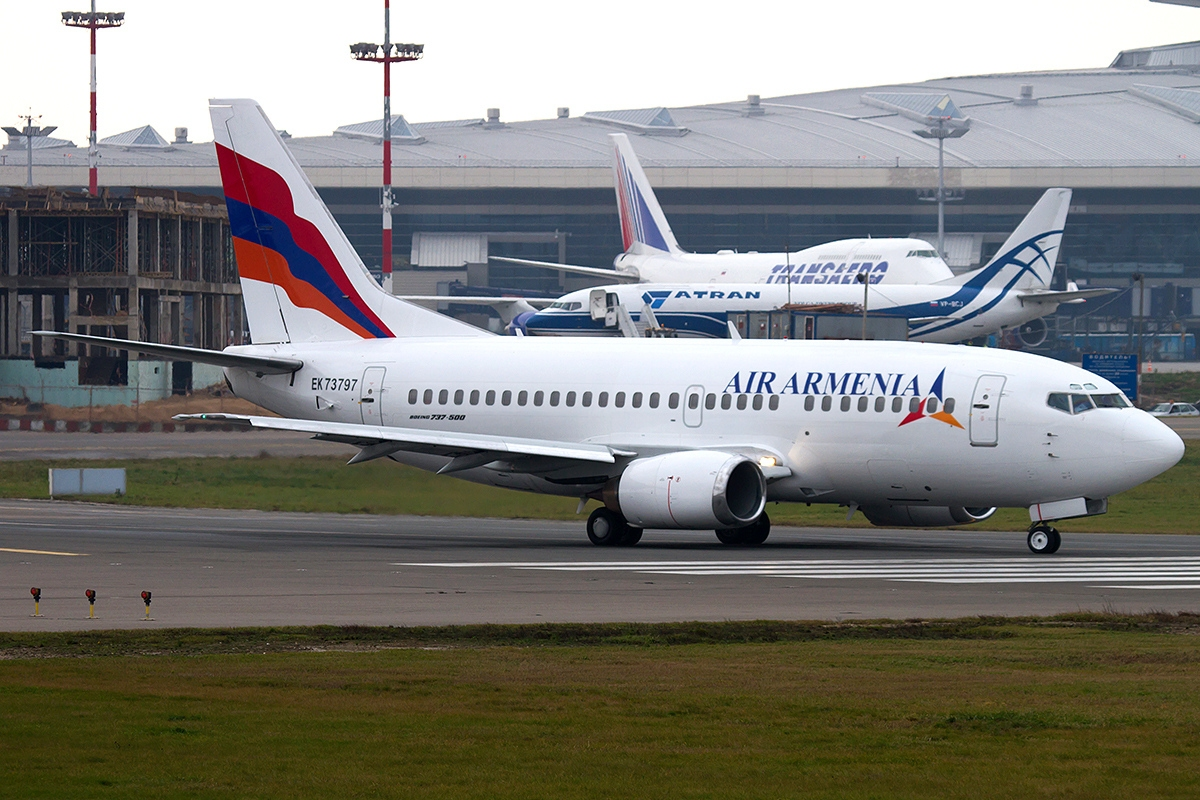
Boeing 737-500 Air Armenia

Cargo :
- 4 Antonov AN-12
- 1 Antonov AN-32

Civil :
- 1 Boeing 737-505

## Destinations
Actuellement, la compagnie exploite 11 destinations (dont 7 en Russie) , qui vont vers ou qui partent de son hub (inclus dans les 11).
- Arménie : Erevan (hub)
- France : Paris
- Allemagne : Francfort-sur-le-Main
- Grèce : Athènes
- Russie : Moscou, Iekaterinbourg, Krasnodar, Samara, Saint-Pétersbourg, Nijni Novgorod, Sotchi

La compagnie envisage également de desservir plus de destinations en Europe et au Moyen-Orient, en voici quelques-unes à titre indicatif:
- Autriche : Vienne
- Belgique : Bruxelles
- France : Marseille, Lyon
- Allemagne : Munich, Düsseldorf
- Italie : Rome, Milan
- Pays-Bas : Amsterdam
- Portugal : Lisbonne
- Espagne : Barcelone, Madrid
- Suisse : Zurich
- Royaume-Uni : Londres, Manchester
- Liban : Beyrouth
- Émirats arabes unis : Dubaï, Abu Dhabi